# Zawidowice (Basse-Silésie)
Pour les articles homonymes, voir Zawidowice.
Zawidowice est une localité polonaise de la gmina de Bierutów, située dans le powiat d'Oleśnica en voïvodie de Basse-Silésie.